# ذعر العام 1893

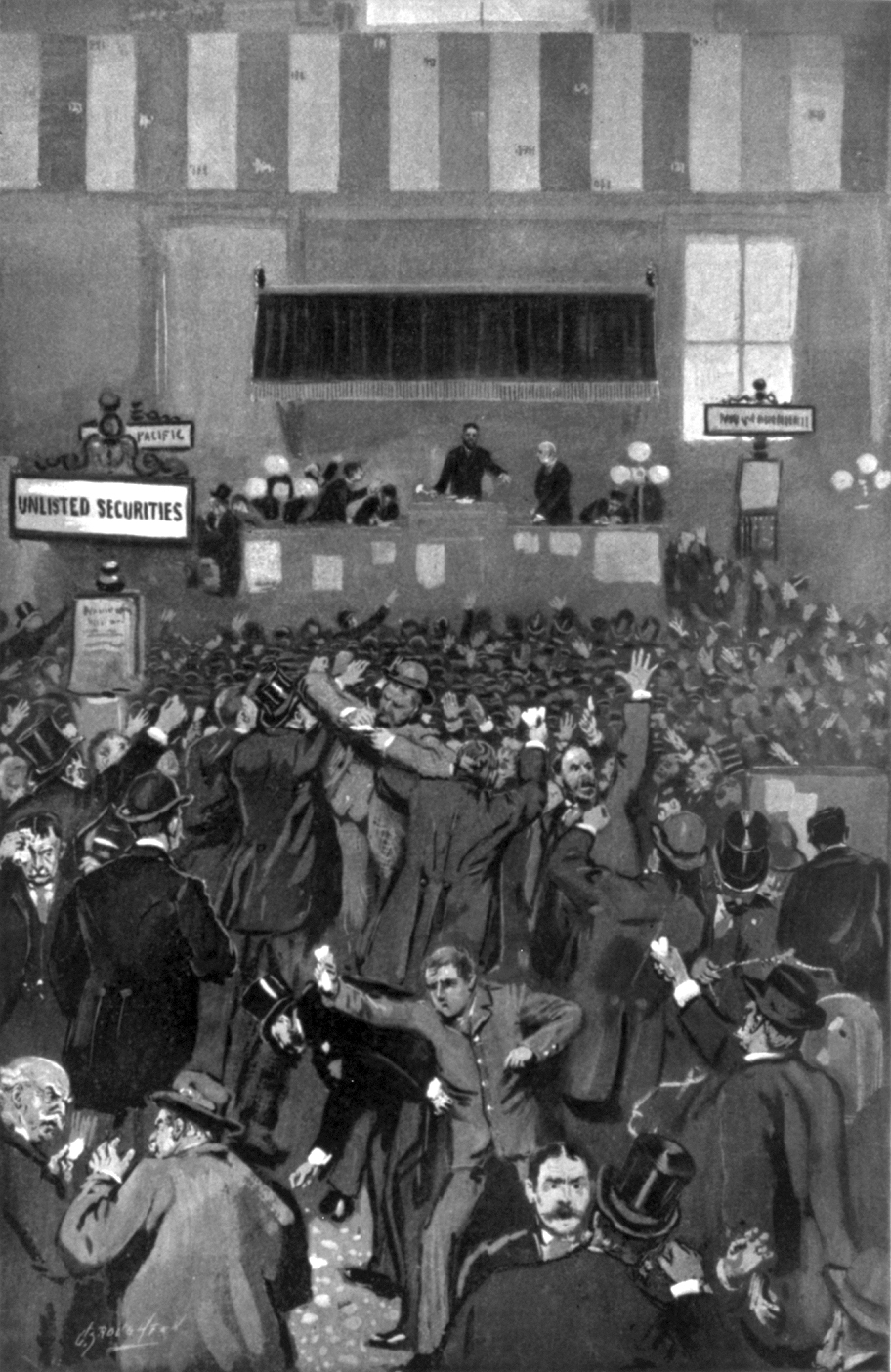
رسم في جريدة فرانك ليزلي يصور سماسرة الأسهم الخائفين في 5 مايو 1893.

ذعر العام 1893 هو كساد اقتصادي حاد في الولايات المتحدة بدأ في عام 1893 وانتهى في عام 1897. وأثر بشكل عميق على جميع قطاعات الاقتصاد، وأحدث اضطرابا سياسيا أثر سلبا على الرئيس جروفر كليفلاند، وساهم في صعود ويليام ماكينلي للرئاسة في عام 1896.

## الأسباب
يمكن إرجاع أحد أسباب ذعر العام 1893 إلى الأرجنتين، فقد تم تشجيع الاستثمار هناك من قبل مصرف الأخوة بارينغز. إلا أن فشل محصول القمح عام 1890 والانقلاب الذي حدث في بوينس آيرس أدى إلى إنهاء عملية استقدام الاستثمارات. بالإضافة إلى ذلك، انهارت المضاربات أيضًا على عقارات جنوب إفريقيا وأستراليا، قلق المستثمرون الأوروبيون من انتشار هذه المشاكل، فقد بدأوا بالاعتماد على الذهب الموجود في خزانة الولايات المتحدة. كان من السهل نسبياً وقتها صرف استثمارات بالدولار مقابل الذهب القابل للتصدير.
| معدلات البطالة خلال عقد 1890 (لكل مأة شخص) | معدلات البطالة خلال عقد 1890 (لكل مأة شخص) | معدلات البطالة خلال عقد 1890 (لكل مأة شخص) |
| السنة                                      | Lebergott                                  | Romer                                      |
| ------------------------------------------ | ------------------------------------------ | ------------------------------------------ |
| 1890                                       | 4.0                                        | 4.0                                        |
| 1891                                       | 5.4                                        | 4.8                                        |
| 1892                                       | 3.0                                        | 3.7                                        |
| 1893                                       | 11.7                                       | 8.1                                        |
| 1894                                       | 18.4                                       | 12.3                                       |
| 1895                                       | 13.7                                       | 11.1                                       |
| 1896                                       | 14.5                                       | 12.0                                       |
| 1897                                       | 14.5                                       | 12.4                                       |
| 1898                                       | 12.4                                       | 11.6                                       |
| 1899                                       | 6.5                                        | 8.7                                        |
| 1900                                       | 5.0                                        | 5.0                                        |

شهدت الولايات المتحدة نمواً وتوسعاً اقتصاديين خلال العصر المذهب في سبعينيات وثمانينيات القرن التاسع عشر، لكن معظم هذا التوسع كان يعتمد على ارتفاع أسعار السلع الدولية. تفاقمت مشاكل الاستثمارات الدولية بعد انهيار أسعار القمح في عام 1893.
من أولى علامات الاضطراب الواضحة أتت في 20 فبراير 1893،  قبل اثني عشر يومًا من تنصيب الرئيس الأمريكي جروفر كليفلاند، مع وضع أوصياء قانونسسن على شركة فيلادلفيا وريدينج للسكك، والتي توسعت فوق طاقتها. تعامل كليفلاند بشكل مباشر مع أزمة الخزينة عند توليه منصبه  ونجح بإقناع الكونغرس بإلغاء قانون شيرمان لشراء الفضة، حيث شعر كليفلاند أن القانون مسؤول بشكل أساسي عن الأزمة الاقتصادية.
مع تعمق القلق بشأن حالة الاقتصاد، تدافع الناس إلى سحب أموالهم من البنوك. انتشرت أزمة الائتمان في الاقتصاد. تسبب الذعر المالي في لندن وانخفاض التجارة الأوروبية القارية إلى قيام المستثمرين الأجانب ببيع الأسهم الأمريكية للحصول على أموال أمريكية مدعومة بالذهب.

## الشعبويين
كان الحزب الشعبي الأمريكي، المعروف أيضًا باسم «الشعبويين»، حزبًا زراعيا شعبويًا. ولعب دورًا رئيسيًا كقوة يسارية في السياسة الأمريكية من 1892 إلى 1896، وحظي بدعم من المزارعين الغاضبين في الغرب والجنوب. كان ينتقد الرأسمالية بشدة، وخاصة البنوك وشركات السكك، وتحالف مع الحركة العمالية.
تأسس الحزب الشعبي في عام 1891 كنتيجة للحركة الشعبوية، ووصل إلى ذروته في الانتخابات الرئاسية لعام 1892، عندما فاز مرشحه جيمس ويفر وجيمس جي. فيلد، بنسبة 8.5٪ من الأصوات الشعبية وانتصر في خمس ولايات (كولورادو، أيداهو، كانساس، نيفادا، داكوتا الشمالية)، وفاز بتسعة مقاعد في انتخابات مجلس النواب عام 1894. بُني الشعبويون على تحالف من مزارعي القطن البيض الفقراء في الجنوب (بالأخص في ولايات كارولينا الشمالية وألاباما وتكساس) ومزارعي القمح الذين عانوا من ضغوط شديدة في ولايات السهول الكبرى (خاصة كانساس ونبراسكا)، ومثل الحزب جيشا راديكاليا يساند الزراعة ويعادي النخبة والمدن والبنوك والسكك والذهب.

## الفضة
نشأت حركة الفضة الحرة من تآزر المصالح الزراعية والتعدين. سعى المزارعون إلى تنشيط الاقتصاد وبالتالي إنهاء الانكماش، والذي أجبرهم على سداد القروض بالدولار الذي كانت قيمته في تزايد. سعت مصالح التعدين إلى تحويل الفضة إلى نقود مباشرة دون الاعتماد على مؤسسة سك نقود مركزية. لم يحقق قانون شيرمان لشراء الفضة لعام 1890 أهداف حركة الفضة الحرة، لكنه طلب من الحكومة الأمريكية شراء ملايين أوقيات الفضة فوق ما هو مطلوب بموجب قانون بلاند أليسون لعام 1878 (رفع سعر الفضة وإرضاء عمال مناجم الفضة). حاول الناس استرداد قيمة الفضة مقابل الذهب. في النهاية، تم الوصول إلى الحد القانوني للحد الأدنى من الذهب في الاحتياطيات الفيدرالية ولم يعد من الممكن استرداد الأوراق النقدية مقابل الذهب. تم تمويل أغلب الاستثمارات خلال فترة الذعر بإصدار السندات ذات معدلات الفائدة العالية. انخفض سعر وقيمة الفضة مع انخفاض الطلب عليها. قلق حملة الأسهم من فقدان القيمة الاسمية للسندات، وأصبح أغلبها بلا قيمة.
تلا ذلك سلسلة من إفلاسات البنوك وإفلاس عدد من شركات السكك، مثل سكة حديد شمال المحيط الهادئ، وسكة حديد يونيون باسيفيك، وسكة حديد أتشيسون وتوبيكا وسانتا في. وأعقب ذلك إفلاس العديد من الشركات الأخرى؛ وأفلست في المجموع أكثر من 15,000 شركة و 500 بنك، وأغلبها في الغرب. وفقًا للتقديرات، كان حوالي 17٪ إلى 19٪ من القوى العاملة عاطلين عن العمل في ذروة الذعر. عنى ارتفاع البطالة وفقدان المدخرات في البنوك أن الطبقة المتوسطة لم تعد تستطيع الوفاء بالتزاماتها المتعلقة بالرهن العقاري، فانهار سوق المنازل.

## التأثيرات

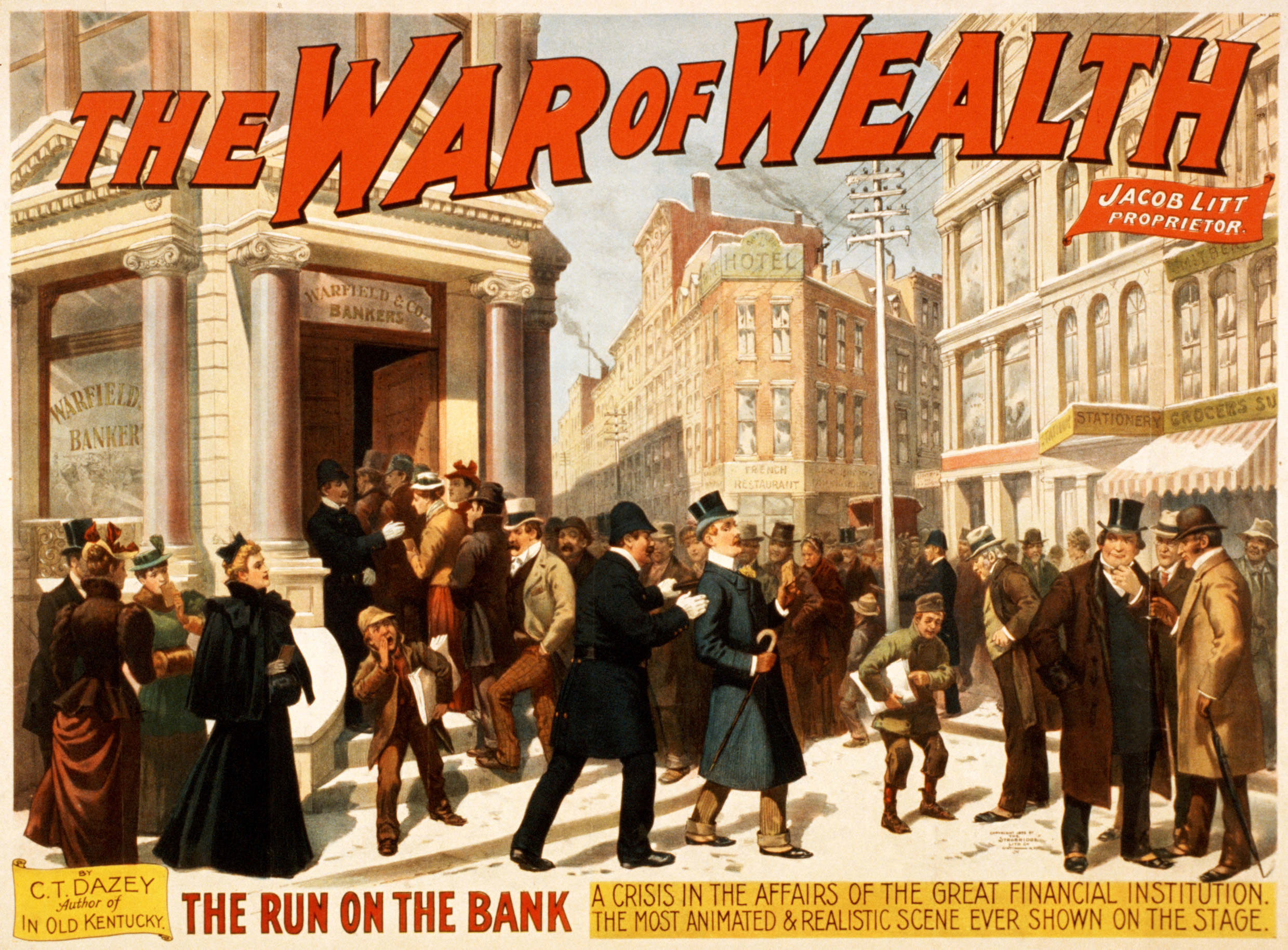
مسرحية برودواي "حرب الثروة" عام 1896، كانت مستوحاة من ذعر العام 1893.

انخفضت أسعار الأسهم نتيجة للأزمة. وبالإضافة إلى انهيار البنوك والأعمال، توقفت العديد من المزارع عن العمل. بلغ معدل البطالة 25٪ في ولاية بنسلفانيا، و 35٪ في نيويورك، و 43٪ في ميشيغان. تم فتح مطابخ الحساء للمساعدة في إطعام المعوزين. قام العديدون بأعمال بسيطة لمواجهة الجوع، مثل قطع الخشب وكسر الصخور والخياطة باليد مقابل الطعام. في بعض الحالات، لجأت النساء إلى الدعارة لإطعام أسرهن. أطلق عمدة ديترويت هازين بينجري برنامج «حقل بينجري للبطاطا» لمساعدة الأهالي، والتي كانت حدائق زراعية في الأحياء.
تم لوم قانون شراء شيرمان للفضة لعام 1890، وتعرفة ماكينلي الحمائية من نفس العام، جزئيا على تسببها بالأزمة. تطلب قانون شيرمان من وزارة الخزانة الأمريكية شراء الفضة باستخدام الأوراق النقدية المدعومة إما من الفضة أو الذهب، وصدر ردا على الإفراط في إنتاج الفضة من قبل المناجم الغربية.
تم لوم الرئيس الديمقراطي جروفر كليفلاند على الكساد، وألقى بدوره اللوم على قانون شيرمان لشراء الفضة. انخفضت احتياطيات الذهب المخزنة في وزارة الخزانة إلى مستوى منخفض بشكل حاد. أُجبر الرئيس كليفلاند على اقتراض 65 مليون دولار من الذهب من المصرفي جون بيربونت مورجان وعائلة روتشيلد المصرفية في إنجلترا.